# Obertraubing
Obertraubing ist ein Ortsteil der Gemeinde Tutzing im oberbayerischen Landkreis Starnberg.

## Lage
Das Dorf liegt auf einer Höhe von 706 m ü. NHN östlich der Bundesstraße 2, etwa zwei Kilometer westlich des Tutzinger Ortskerns auf der Gemarkung Traubing. Etwa drei Kilometer nördlich liegt Traubing.

## Geschichte
Obertraubing wurde am 1. Januar 1978 ein Gemeindeteil von Tutzing, als die ehemalige Gemeinde Traubing, bestehend aus den Gemeindeteilen Deixlfurt, Obertraubing und Traubing, im Rahmen der Gemeindereform vollständig nach Tutzing eingegliedert wurde.

## Kultur
Das Dorf gehört seit alters her zur Pfarrei Traubing. Es gibt kein Kirchengebäude und keine Kapelle im Ort. Alljährlich am 14. August findet eine Feldmesse mit Kräuterweihe als Vigilmesse zum Hochfest der Aufnahme Mariens in den Himmel statt. Dieses Ereignis hat für die Ortschaften Obertraubing, Traubing, Monatshausen und Diemendorf einen Volksfestcharakter.